# Matsumuraeses ochreocervina
Matsumuraeses ochreocervina es una especie de polilla del género Matsumuraeses, tribu Grapholitini, subfamilia Olethreutinae. Fue descrita científicamente por Walsingham en 1900.

## Distribución
Se distribuye por Asia: India.